# أرييل تشافيز
أرييل تشافيز (بالإسبانية: Ariel Chávez)‏ هو لاعب كرة قدم أرجنتيني في مركز الوسط، ولد في 20 فبراير 1992 في بوينس آيرس في الأرجنتين. لعب مع نادي غواياكيل.

## وصلات خارجية
- أرييل تشافيز على موقع Soccerway.com (الإنجليزية)